# Харитонов Артем Миколайович
Артем Миколайович Харитонов (рос. Артём Николаевич Харитонов; 3 червня 1988, м. Нижньокамськ, СРСР) — російський хокеїст, захисник. Виступає за «Кристал» (Саратов) у Вищій хокейній лізі. 
Вихованець хокейної школи «Нафтохімік» (Нижньокамськ). Виступав за «Нафтовик» (Леніногорськ), Газпром-ОГУ (Оренбург), «Сокіл» (Новочебоксарськ), «Аріада-Акпарс» (Волжськ), ХК «Челни». 